# Oneida Football Club

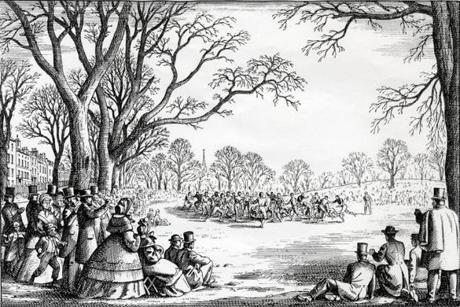
Oneida FC, 1862

Der Oneida Football Club, manchmal auch als Oneida Soccer Club bezeichnet, war ein US-amerikanischer Fußballverein.
1861 gründete Gerritt Smith-Miller zusammen mit weiteren Studenten aus Boston eine Fußballmannschaft, die ihre Spiele im Boston-Common-Park austrug. Der Oneida Football Club, der Name leitete sich vom nahen See Lake Oneida ab, war der erste Fußballklub außerhalb Englands.
Von 1862 bis 1865, dem Jahr der Auflösung verlor der Oneida Football Club kein einziges seiner Spiele gegen benachbarte Bostoner Auswahlmannschaften und blieb dabei auch ohne Gegentor.
Man nimmt an, dass die Regeln, nach denen die Oneida Boys spielten, von Begegnung zu Begegnung variierten. Der Verein wird oft als Initiator des Boston Game bezeichnet, einer Variante, bei dem der Ball mit dem Fuß gespielt wird, aber auch in der Hand getragen werden kann. Die Auflösung erfolgte 1867.